# Exposed (álbum)
Exposed é o primeiro álbum da cantora Kristinia DeBarge, lançado em 2009.

## Faixas
1. "Somebody"
2. "Future Love"
3. "Speak Up"
4. "Goodbye"
5. "Sabotage"
6. "Dies In Your Eyes"
7. "Powerless"
8. "Cried Me a River"
9. "Doesn't Everybody Want To Fall In Love"
10. "It's Gotta Be Love"
11. "Disconnect"

## Singles
- Goodbye

Foi lançado como primeiro single do álbum Exposed em Abril de 2009.
- Sabotage

Foi lançado como segundo single do álbum em Agosto de 2009.
- Future Love (feat. Pitbull) - conta com a participação do rapper Pitbull. Previsto lançamento para Março de 2010.

## Recepção
- AllMusic - 3.5 de 5.[1]
- Entertainment Weekly- (B)[2]
- Newsday -(B+)[3]
- Rolling Stone - 3 de 5[4]
- People 3 de 4[5]
- Los Angeles Times - 2.5 de 4[6]